# Patrizia von Brandenstein
Pour les articles homonymes, voir Brandenstein.
Patrizia von Brandenstein est une directrice artistique, costumière et décoratrice américaine née le 15 avril 1943  à Phoenix (Arizona).

## Biographie
Patrizia von Brandenstein passe une partie de sa jeunesse en Europe, elle y fait ses études dans un pensionnat en Allemagne, puis elle vit à Paris avec ses parents et fait son apprentissage à la Comédie Française,.
De retour aux États-Unis, elle étudie notamment à la Art Students League of New York. Elle commence sa carrière comme costumière, d'abord Off-Broadway, puis elle obtient un poste à l'American Conservatory Theater (en) à San Francisco, où elle reste cinq ans. C'est d'abord comme décoratrice sur Votez Mc Kay qu'elle fait ses débuts dans le cinéma, mais c'est comme costumière pour La Fièvre du samedi soir où elle est notamment à l'origine du costume blanc porté par John Travolta, qu'elle se fait remarquer,,.
Son association avec Stuart Wurtzel, son mentor pour ce qui est de la direction artistique, et son futur mari, lui permet ensuite de travailler dans ce domaine, notamment avec Miloš Forman,.
Elle continue à travailler aussi pour le théâtre, ainsi, en décembre 2015, elle dessine les décors et les costumes pour la production à Broadway de la pièce de David Mamet The Anarchist (en).

## Théâtre
- 1989 : Hizzoner! (costumes)
- 2012 : The Anarchist  (décors, costumes)

## Filmographie (sélection)
da : directrice artistique ; d : décors ; c : costumes
- 1972 : Votez Mc Kay (The Candidate) de Michael Ritchie (d)
- 1977 : La Fièvre du samedi soir (Saturday Night Fever) de John Badham (c)
- 1977 : Between the Lines de Joan Micklin Silver (c)
- 1979 : La Bande des quatre (Breaking Away) de Peter Yates (da)
- 1981 : Ragtime de Miloš Forman (da)
- 1982 : A Little Sex de Bruce Paltrow (c)
- 1983 : Le Mystère Silkwood (Silkwood) de Mike Nichols (da)
- 1984 : Amadeus de Miloš Forman (da)
- 1985 : Chorus Line (A Chorus Line) de Richard Attenborough (da)
- 1986 : Une baraque à tout casser (The Money Pit) de Richard Benjamin (da)
- 1987 : Les Incorruptibles (The Untouchables) de Brian De Palma (da)
- 1988 : Working Girl de Mike Nichols (da)
- 1990 : Bons baisers d'Hollywood (Postcards from the Edge) de Mike Nichols (da)
- 1992 : Les Experts (Sneakers) de Phil Alden Robinson (da)
- 1995 : Juste Cause (Just Cause) d'Arne Glimcher (da)
- 1995 : Mort ou vif (The Quick and the Dead) de Sam Raimi (da)
- 1996 : Larry Flynt (The People VS. Larry Flynt) de Miloš Forman (da)
- 1998 : Code Mercury (Mercury Rising) d'Harold Becker (da)
- 2000 : Shaft de John Singleton (da)
- 2005 : Faux Amis (The Ice Harvest) d'Harold Ramis (da)
- 2006 : Les Fantômes de Goya (Goya's Ghosts) de Miloš Forman (da)
- 2006 : Les Fous du roi (All the King's Men) de Steven Zaillian (da)
- 2011 : Albert Nobbs de Rodrigo García (da)
- 2014 : Une seconde chance (The Best of Me) de Michael Hoffman (da)

## Distinctions

### Récompenses
- Oscars 1985 : Oscar des meilleurs décors pour Amadeus
- 2016 : Art Directors Guild Lifetime Achievement Award

### Nominations
- Oscar des meilleurs décors
  - en 1982 pour Ragtime
  - en 1988 pour Les Incorruptibles
- British Academy Film Award des meilleurs décors en 1986 pour Amadeus